# سیارک ۵۳۹۵
سیارک ۵۳۹۵ (به انگلیسی: 5395 Shosasaki، نامگذاری:1988RK11) پنج هزار و سیصد و نود و پنجمین سیارک کشف شده‌است که در ۱۴ سپتامبر ۱۹۸۸ کشف شد.
قدر مطلق سیارک برابر ۱۰.۲ است.